# مرد ژنده
مرد ژنده (انگلیسی: Raggedy Man) فیلمی به کارگردانی جک فیسک است که در سال ۱۹۸۱ منتشر شد. از بازیگران آن می‌توان به سیسی اسپیسک، اریک رابرتس، سام شپارد و ویلیام ساندرسون اشاره کرد.